# Qudsianematidae
Famille
Les Qudsianematidae sont une famille de nématodes de l'ordre des Dorylaimida.

## Liste des sous-familles et genres
Selon World Register of Marine Species (20 février 2024) :
- Sous-famille des Arctidorylaiminae Mulvey & Anderson, 1979
  - Arctidorylaimus Mulvey & Anderson, 1979
- Sous-famille des Carcharolaiminae Thorne, 1967
  - Antholaimus Cobb, 1913
  - Carcharolaimus Thorne, 1939
  - Caribenema Thorne, 1967
  - Caryboca Lordello, 1967
- Sous-famille des Crateronematinae Siddiqi, 1969
  - Chrysonema Thorne, 1929
  - Crateronema Siddiqi, 1969
- Sous-famille des Discolaiminae Siddiqi, 1969
  - Discolaimium Thorne, 1939
  - Filidiscolaimus Siddiqi, 1995
  - Latocephalus Patil & Khan, 1982
- Sous-famille des Lordellonematinae Siddiqi, 1969
  - Lordellonema Andrássy, 1960
  - Poronemella Siddiqi, 1969
- Sous-famille des Paraxonchiinae Dhanachand & Jairajpuri, 1981
  - Cerviconema Andrássy, 2009
  - Gopalus Khan, Jairajpuri & Ahmad, 1988
  - Paraxonchium Krall, 1958
- Sous-famille des Qudsianematinae Jairajpuri, 1965
  - Allodorylaimus Andrássy, 1986
  - Amblydorylaimus Andrássy, 1998
  - Baqriella Ahmad & Jairajpuri, 1989
  - Boreolaimus Andrássy, 1998
  - Cricodorylaimus Ahmad & Sturhan, 2001
  - Dorydorella Andrássy, 1987
  - Ecumenicus Thorne, 1974
  - Epidorylaimus Andrássy, 1986
  - Eudorylaimus Andrássy, 1959
  - Kallidorylaimus Andrássy, 1989
  - Kolodorylaimus Andrássy, 1998
  - Microdorylaimus Andrássy, 1986
  - Talanema Andrássy, 1992
  - Tylencholaimus de Man, 1876
- Genres non rattachés à une sous-famille :
  - Discolaimoides Heyns, 1963
  - Discolaimus Cobb, 1913
  - Inbionema Loof & Zullini, 2000
  - Pachydorylaimus Siddiqi, 1983

## Classification
Le nom valide complet (avec auteur) de ce taxon est Qudsianematidae Jairajpuri (d), 1965.

## Publication originale
- (en) M. S. Jairajpuri, « Qudsianema amabilis n. gen., n. sp. (Nematoda: Dorylaimoidea) from India », Proceedings of the Helminthological Society of Washington, États-Unis, vol. 31,‎ 1965, p. 59–64 (ISSN 0018-0130).